# Circo de los Altares
El Circo de los Altares es un glaciar de circo en los Andes patagónicos, situada en el campo de hielo patagónico sur, en donde se puede divisar el cerro Torre y el monte Fitz Roy desde sus lados occidentales. Se encuentra dentro de la zona no demarcada entre Chile y Argentina estando reconocida la frontera en la zona norte del lugar, asegurandosele a Chile soberanía sobre el lugar y un paso al monte Fitz Roy.

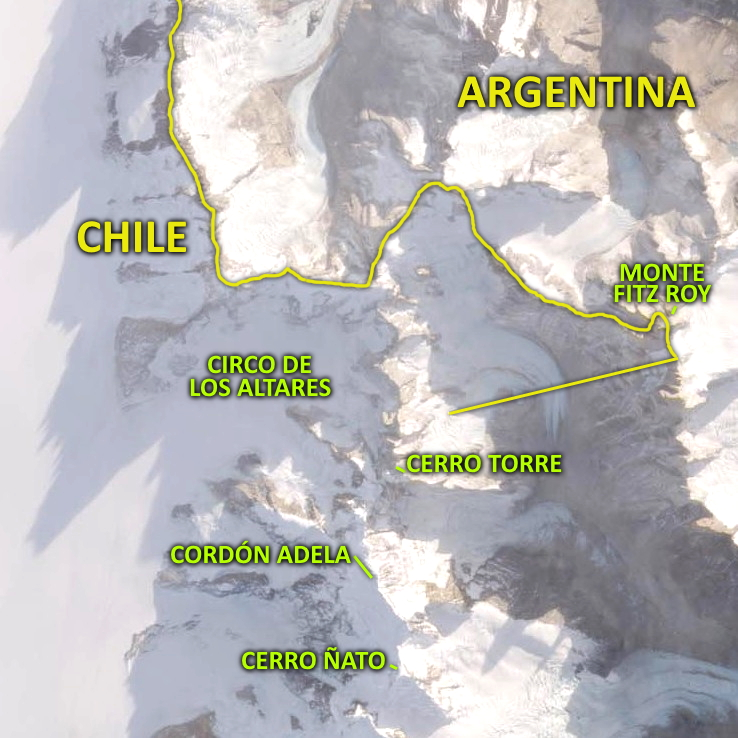
Mapa de la zona con el límite actualmente definido por ambos países.

Se encuentra dentro del parque nacional Bernardo O'Higgins en la región de Magallanes y de la Antártica Chilena y en la parte argentina (en disputa) en el parque nacional Los Glaciares en la provincia de Santa Cruz.
Los recorridos al lugar se hacen desde la localidad argentina de El Chaltén, pasando por el paso fronterizo Marconi hasta llegar al lugar. También se ofrecen recorridos desde la localidad chilena de Villa O'Higgins.
Al este del cordón Torre se encuentra el Sitio Natural Cordillera del Chaltén el cual es parte del parque nacional Bernardo O'Higgins.
En 2021 Argentina reclamó a Chile por la instalación de un domo por parte de CONAF (organismo estatal chileno) en el lugar.

## Montañas
Forman parte de la escenografía del lugar las siguientes montañas:
- Cerro Rincón
- Cerro Domo Blanco
- Monte Fitz Roy
- Cerro Standhardt
- Punta Heron
- Cerro Torre Egger
- Cerro Torre
- Cerro Adela Norte

## Límite internacional
El límite argentino-chileno en la zona fue definido con el fallo arbitral de 1994 relativo a laguna del Desierto el cual pasa al norte del Circo de los Altares, estableciéndolo como parte del único paso chileno hacia el monte Fitz Roy. El límite desde el sur del monte Fitz Roy hasta una zona intermedia hacia el cordón del cerro Torre al oeste fue establecido en la sección B del acuerdo de 1998 relativo al campo de hielo patagónico sur estando los puntos A y B con coordenadas exactas. El mismo acuerdo estableció una zona que quedó pendiente de demarcación dentro de la cual se encuentra el lugar.
La cartografía argentina previa al acuerdo de 1998 y actualmente en uso en tal país reclama el sur del Circo de los Altares como argentino, dejando la parte norte en Chile.
En cambio, en la cartografía previa al acuerdo de 1998 de Chile se reclama la totalidad del lugar, estando el límite internacional en el cordón Adela hasta la parte que va hacia el Fitz Roy.
En el acta del 1 de octubre de 1898 el perito chileno, Diego Barros Arana y el argentino Francisco Pascasio Moreno estuvieron de acuerdo en la definición del límite en la zona del campo de hielo patagónico sur, la cual se definió sobre los siguientes hitos montañosos y su continuidad natural: Fitz Roy, Torre, Huemul, Campana, Agassiz, Heim, Mayo y Stokes. El Circo de los Altares se encuentra al oeste de tal línea definida por ambos peritos, siendo considerado como territorio chileno de acuerdo al trazado.